# Jordan Pruitt
Jordan Lynne Pruitt (Loganville, Geórgia, Estados Unidos, 19 de maio de 1991) é uma cantora e compositora norte-americana.
Ao fim de 2006 assinou com a Hollywood Records pela qual já lançou os álbuns No Ordinary Girl em 2007, que vendeu 132 mil cópias no país, Permission To Fly em 2008 que vendeu 240 mil cópias no país e 40 mil no Canadá onde foi certificado como disco de ouro pela Music Canada e o álbum natalino Santa Don't Stop em 2009 que vendeu apenas 72 mil cópias no país.

## Carreira
Começou a compor em 2000, escrevendo músicas gospel quando tinha nove anos de idade. Começou a cantar na Igreja cristã que frequentava. Seu pai era ministro de louvor.
Foi descoberta quando tinha 13 anos de idade por um produtor de Franklin, Tennessee. Sua primeira canção, Outside Looking In, Read It and Weep, e também apresentado no álbum Girl Next. Ela interpretou o hit Sleadge Sledge "We Are Family" para o filme Air Buddies, e sua nova canção "Jump to the Rhythm" foi apresentada no filme Jump In! (Disney Channel Original Movie). Seu primeiro álbum, No Ordinary Girl, foi lançado em 6 de Fevereiro de 2007.
Jordan foi cantora da Rádio Disney, abrindo canções de turnês e shows para The Cheetah Girls, e High School Musical: The Concert. Ela fez turnês no início de 2007 com Corbin Bleu, Drake Bell, e Jonas Brothers. Também reescreveu na forma de remix músicas do seu álbum No Ordinary Girl para a série We Are Family. Em 2009 entrou para a soundtrack do filme Tinker Bell and the Lost Treasure com a música Take to the Sky.
Em 1 de dezembro de 2017, Pruitt anunciou que estava se aposentando da música.
Em dezembro de 2018, escreveu um longo post no Facebook sobre os abusos sexuais que sofreu no passado. Pruitt finalmente acusou o produtor musical de Nashville, Keith Thomas, seu antigo empresário, em sua ação movida em 14 de agosto de 2019.

## Discografia
Álbuns de estúdio
- (2007) No Ordinary Girl
- (2008) Permission To Fly
- (2011) TBA

Álbuns de Natal
- (2009) Santa Don't Stop

Álbuns de video
- (2007) High School Musical: The Concert

Turnê onde ela abria os shows do High School Musical. Ela também está nos bônus especiais do DVD, apresentando cinco músicas.
Músicas na abertura do Show por Jordan Pruitt:
1. "Jump to the Rhythm"
2. "Miss Popularity"
3. "Outside Looking in"
4. "Teenager"
5. "We are Family"

Singles
- (2007) - Jump To The Rhythm
- (2007) - Outside Looking In
- (2007) - We Are Family
- (2008) - My Reality
- (2008) - When She Loved Me promocional
- (2008) - One Love
- (2008) - My Shoes
- (2009) - Boyfriend
- (2009) - Happy Night
- (2009) - Santa Don't Stop